# Xantopterin
A xantopterin egy sárga, színű, kristályos vegyület. Heterociklusos vegyület, pteridinvázat tartalmaz. A lepkék szárnyának pigmentanyaga, de más rovarokban is előfordul (például méhekben, darazsakban). Megtalálható az ember és az emlősök szervezetében is. Kimutatható a májban, a lépben, a hasnyálmirigyben, és a vesében. A vizeletben is megtalálható. A vegyületet először Wielandnak és Schopfnak sikerült tisztán kinyernie lepkeszárnyból 1925-ben.
A xantopterinnek nincs olvadáspontja, melegítéskor 300 °C fölött bomlik, elszenesedik. Alig oldódik vízben és szerves oldószerekben. Amfoter vegyület, ezért híg savakban és lúgokban oldható. Híg savas oldata piros, semleges vagy enyhén lúgos kémhatású (pH 7-11) oldata kék fluoreszcenciát mutat. A purin hidroxiszármazékaihoz hasonlóan a xantopterin nem laktim, hanem laktám szerkezetű. Nem érzékeny savakra és lúgokra, ebben lényegesen eltér az alapvegyülettől, a pteridintől. Oxidáló-és redukálószerekkel könnyen reakcióba lép. Katalitikus hidrogénezéssel 7,8-dihidro-xantopterinné alakítható, hidrogén-peroxid hatására leukopterinné oxidálódik.
A xantopterin előállítható leukopterinből. A leukopterin nátriumamalgámmal 7,8-dihidro-xantopterinné redukálható, 7,8-dihidro-xantopterinből xantopterin keletkezik ezüst-nitrátos (ez a folyamat ezüst kiválásával jár) vagy lúgos közegben végzett kálium-permanganátos oxidációval.
Egy kutatás szerint a keleti lódarázs (Vespa orientalis) kültakarójába ágyazott xantopterin segítségével a fényt elektromos energiává alakítja, ami megmagyarázza, miért aktívabbak ezek a darazsak magasabb fényintenzitásnál. A fényenergia hasznosításának pontos biokémiai mechanizmusát még nem sikerült felderíteni, jelenleg ez egy aktív és fontos kutatási terület (Plotkin et al., Naturwissenschaften (2010) 97:1067–1076).